# Ballò
Ballò è una frazione del comune di Mirano, nella città metropolitana di Venezia.

## Storia
Il toponimo sembra derivare dal latino vallatum nel senso di "luogo protetto da un vallo". In effetti, nel 1309 è attestato come Valladum.
Nella storia  di Ballò sono da ricordare  le  residenze medioevali  dei nobili padovani  dei Curtarolo (nel 1168)  e dei  Dotto (nel 1300)  localizzate   presso una storica  grande azienda agricola vicino al cimitero e a uno storico edificio prossimo alla Chiesa. Mentre i Curtarolo traevano origine dell'omonimo paese i Dotto sono ricordati perché il nobile Dolo Dotto determinò l’origine  del nome della località vicina di  Dolo.

## Società
La seguente ricostruzione dell’andamento demografico di Ballò è ricavato dal libro
.
- 1572 – circa 120-130 abitanti (p 57)
- 1606 – circa 170 (p 61)
- 1776  - 200 abitanti e 48 famiglie (p 161)
- 1866 – 305 abitanti e 54 famiglie (p115 e 165)
- 1881 – 374 abitanti (p 115)
- 1912 – 767 abitanti (p 116)
- 1921 – 855 abitanti (p 124)
- 1932 – 1 050 abitanti e 149 famiglie (p 127)
- 1952 – 1 120 abitanti e 216 famiglie (p 133)
- 31 dicembre 2015 – 1 490 abitanti e 588 famiglie (p 143)

## La Chiesa
La Chiesa Parrocchiale è dedicata a san Bartolomeo apostolo che si festeggia il 24 agosto. È situata in via Ballò, ed appartiene alla Diocesi di Treviso. Questa Chiesa nel 2000 ha subito una ristrutturazione. All'interno sono ancora presenti gli altari del settecento e il battistero di Angelo Gatto. 
Il campanile, di stile settecentesco, è un'opera recente di circa settant'anni.
La Chiesa può vantare di due cori: il primo è la corale San Bartolomeo richiesta molto sia in Italia e in Europa (tra cui Parigi, Praga e Berlino) e il coro giovanile Shalom.

## Geografia e territorio
Si trova nella pianura Padana a circa 30 km da Venezia e 17 km da Padova. La frazione più a Sud del Comune di Mirano, confina a Nord con Scaltenigo, ad Est con Vetrego, a Sud con Cazzago di Pianiga e Arino di Dolo, ad ovest con Pianiga. Si tratta della parrocchia più a Sud della Diocesi di Treviso. Alla parrocchia di Ballò appartengono anche alcune vie del comune di Pianiga.
È attraversata dalla ferrovia Venezia – Milano con la presenza, nel suo territorio, della stazione denominata "Dolo". È attraversata anche dalla Autostrada A4.
I principali corsi d'acqua sono il Volpino e il Cognaro alimentati dal fiume Tergola.

## Attività sportive-sociali ed eventi
I colori sociali della squadra di calcio "A.C. Ballò-Scaltenigo",  sono il rosso e il blu. Il campo sportivo è intitolato a "Felice Martignon". La prima squadra milita nel campionato 2020-2021 di I categoria - provincia di Venezia. 
Ballò partecipa insieme alle altre frazioni di Mirano, al  "Zogo dell'Oca" nel mese di novembre. Ha vinto tre edizioni nel 2005, nel 2007 e nel 2016.

## Paese
Sono stati ristrutturati da pochi anni l'oratorio e la canonica.
La scuola materna ha avuto l'integrazione del nuovo asilo nido.
È stato realizzato il nuovo centro con relativa piazzetta, appartamenti e negozi, tra cui la farmacia . Tra i progetti finiti c'è il campo sportivo polifunzionale composto da un campo da calcio in erba sintetica che può essere utilizzato anche come campo da tennis e un campo da basket utilizzato anche come campo da pallavolo.
Ballò è composta da due associazioni di volontariato: l'Associazione NOI della parrocchia che organizza ogni anno assieme agli animatori campiscuola per ragazzi delle elementari, medie e superiori e varie feste parrocchiali e l'Associazione Nuovo Millennio che offre vari servizi tra cui lezioni di danza, recuperi, gite e centri estivi.

## Scuole
- Scuola dell'infanzia e asilo nido parrocchiale "Letizia Coin", su donazione della famiglia degli imprenditori Coin in memoria della madre di Alfonso, Letizia.[6]
- Scuola elementare comunale "A. Manzoni".